# Залесиці (Лодзинське воєводство)
Залесиці (пол. Zalesice) — село в Польщі, у гміні Сулеюв Пйотрковського повіту Лодзинського воєводства.
Населення — 263 особи (2011).
У 1975—1998 роках село належало до Пйотрковського воєводства.

## Демографія
Демографічна структура станом на 31 березня 2011 року:
|          | Загалом | Допрацездатний вік | Працездатний вік | Постпрацездатний вік |
| -------- | ------- | ------------------ | ---------------- | -------------------- |
| Чоловіки | 131     | 29                 | 87               | 15                   |
| Жінки    | 132     | 25                 | 75               | 32                   |
| Разом    | 263     | 54                 | 162              | 47                   |